# Колпашников, Алексей Яковлевич
Алексей Яковлевич Колпашников, также иногда Калпашников (1744—1814), — русский гравёр на меди, рисовальщик, портретист, иллюстратор. В некоторых источниках в качестве года смерти указан 1804 год.

## Биография

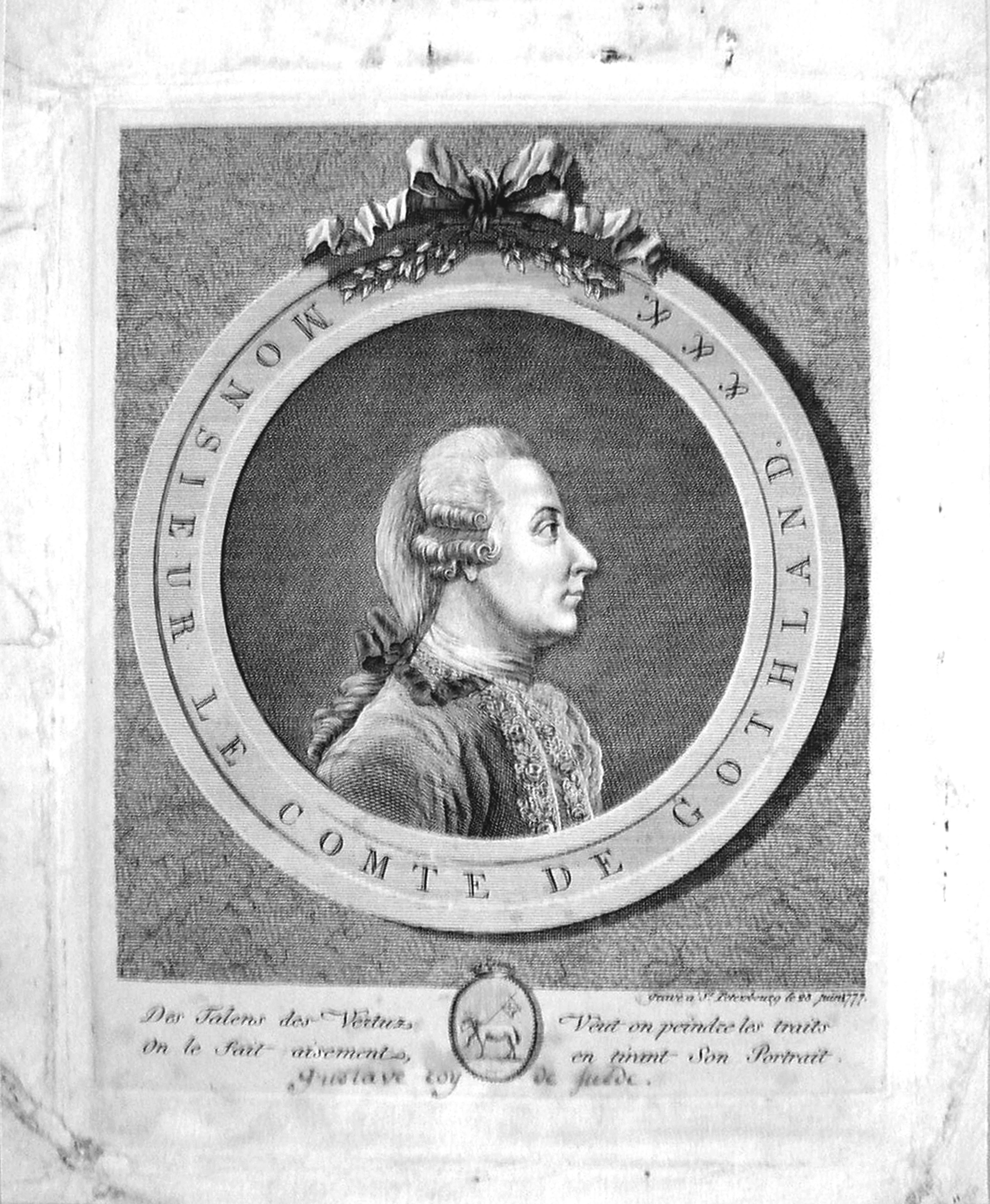
Портрет графа Готландского работы Колпашникова

Алексей Яковлевич Колпашников происходил из обедневших дворян. В августе 1759 подал прошение о зачислении в Академию наук. В 1762 году поступил в ученики гравировального департамента Императорской Академии наук, получил в нём образование под руководством Е. Г. Виноградова и А. А. Грекова, а с 1764 года — А. Радича. В 1773 году получил звание подмастерья, с 1783 — мастера. Служил при Академии до конца своей жизни. В 1795 г. был уволен по собственному прошению. Имел свою типографию. В 1799 году получил звание художника от Императорской Академии художеств.
Гравировал резцом и офортом преимущественно портреты. Из его произведений, отличающихся, по суждению XIX века, «тонкостью и блеском бюренного штриха», наиболее известны портреты князя А. М. Голицына (с гравюры Ротари), С. Г. Домашнева, князя А. Б. Куракина (с рисунка Ж. Л. де Велли), А. Л. Лебедева, М. В. Ломоносова, графа Р. Воронцова и В. К. Тредиаковского, а также объявление манифеста о коронации императрицы Екатерины II на Ивановской площади (с рисунка Ж. Л. де Велли).
Портрет Карла Линнея работы Колпашникова был размещён на фронтисписе вышедшего в 1800 году в переводе на русский язык сочинения «Философия ботаники» этого знаменитого шведского естествоиспытателя.